# Carmina Burana (Orff)
(Introduzione a O Fortuna)
Carmina burana è una cantata scenica composta da Carl Orff tra il 1935 e il 1936, ed è basata su 24 componimenti poetici tra quelli trovati nella raccolta medievale omonima, opera di goliardi e clerici vagantes. Il titolo completo è "Carmina burana: Cantiones profanae cantoribus et choris, comitantibus instrumentis atque imaginibus magicis".
Questa cantata appartiene al trittico teatrale di Orff Trionfi, che, composto in periodi diversi, comprende anche i Catulli Carmina (1943) e il Trionfo di Afrodite (1953). Fu rappresentato la prima volta l'8 giugno 1937 a Francoforte sul Meno, mentre la prima italiana si tenne il 10 ottobre 1942 al Teatro alla Scala di Milano.

## Storia
Carmina Burana è il titolo (non originale) di una raccolta di componimenti poetici medievali reperita nella Bura di San Benedetto (Benediktbeuern), in Alta Baviera, nel 1803. Alcuni di questi testi sono corredati di notazione musicale adiastematica (neumi in campo aperto), pressoché impossibile da interpretarsi: indagini musicologiche recenti hanno reso possibile la ricostruzione di diverse melodie, soprattutto grazie alla loro identificazione in repertori diversi (per esempio quello della cosiddetta Scuola polifonica di Notre-Dame di Parigi), ma all'epoca in cui Orff se ne occupò nessuna delle musiche originali era nota. Il musicista tedesco fu attratto in particolare dalla varietà degli argomenti trattati nelle poesie della silloge bavarese: iniziò dunque a elaborarne musicalmente alcune, fino a completare 24 brani, per la maggior parte con testo latino; fanno eccezione alcuni brani in alto tedesco medio e altri in provenzale antico.
Dopo la prima rappresentazione a Francoforte, Orff ottenne un grandissimo successo, e la cantata fu eseguita in altre città tedesche e, nonostante fosse molto ostacolata dal regime nazista per il tono erotico di alcuni canti, divenne l'opera musicale più conosciuta tra quelle composte durante il Terzo Reich.

## Struttura e brani
L'opera è strutturata in un prologo, cinque parti e un finale (ripetizione della prima sezione del prologo):
- Prologo: Fortuna imperatrix mundi ("Fortuna, imperatrice del mondo"), nel quale è presente il famoso brano O Fortuna; consiste in una serie di improperi contro la sorte, che governa secondo il proprio capriccio il destino degli uomini.
- Prima parte: Primo vere ("In primavera"), in cui si celebra l'aspetto lieto della primavera.
- Seconda parte: Uf dem Anger ("Nel prato"), nel quale compaiono brani in antico alto tedesco (interamente o in parte).
- Terza parte: In taberna ("All'osteria"), comprendente brani ispirati dalla vita sregolata dei clerici vagantes, il gioco d'azzardo, il buon bere e il ben mangiare.
- Quarta parte: Cour d'amours ("La corte d'amore"), che contiene brani che inneggiano all'amore sensuale.
- Quinta parte: Blanziflor et Helena ("Biancofiore ed Elena"), che segna la conclusione della parte precedente.
- Finale: Fortuna imperatrix mundi, che ripete il brano iniziale.

| Movimento     | Titolo originale            | Lingua                    | Traduzione                             | Esecuzione                         |
| Prologo       | Fortuna Imperatrix Mundi    |                           | Fortuna, imperatrice del mondo         |                                    |
| ------------- | --------------------------- | ------------------------- | -------------------------------------- | ---------------------------------- |
| 1             | O Fortuna                   | latino                    | O Fortuna                              | coro                               |
| 2             | Fortune plango vulnera      | latino                    | Piango le ferite inferte dalla Fortuna | coro                               |
| Prima parte   | Primo vere                  |                           | In primavera                           |                                    |
| 3             | Veris leta facies           | latino                    | Il volto lieto della Primavera         | piccolo coro                       |
| 4             | Omnia sol temperat          | latino                    | Tutte le cose sono riscaldate dal sole | baritono                           |
| 5             | Ecce gratum                 | latino                    | Ecco, gradita e desiderata             | coro                               |
| Seconda parte | Uf dem anger                |                           | Nel prato                              |                                    |
| 6             | Tanz                        | -                         | Danza                                  | strumentale                        |
| 7             | Floret silva nobilis        | latino/medio alto tedesco | È rigogliosa la selva nobile           | coro                               |
| 8             | Chramer, gip die varwe mir  | medio alto tedesco        | Mercante, dammi del colore             | coro (piccolo e grande)            |
| 9             | Reie                        | -                         | Girotondo                              | strumentale                        |
| 9             | Swaz hie gat umbe           | medio alto tedesco        | E tutte sono ansiose assai             | coro                               |
| 9             | Chume, chum, geselle min    | medio alto tedesco        | Vieni, vieni, mio caro compagno        | piccolo coro                       |
| 9             | Swaz hie gat umbe (ripresa) | medio alto tedesco        | E tutte sono ansiose assai             | coro                               |
| 10            | Were diu werlt alle min     | medio alto tedesco        | Se il mondo intero fosse mio           | coro                               |
| Terza parte   | In Taberna                  |                           | Nella taverna                          |                                    |
| 11            | Estuans interius            | latino                    | Ribollendo dentro di me                | baritono                           |
| 12            | Olim lacus colueram         | latino                    | Abitavo una volta il lago              | tenore, coro maschile              |
| 13            | Ego sum abbas               | latino                    | Sono l'abate (di Cockaigne)            | baritono, coro maschile            |
| 14            | In taberna quando sumus     | latino                    | Quando siamo nell'osteria              | coro maschile                      |
| Quarta parte  | Cour d'amours               |                           | Corte dell'amore                       |                                    |
| 15            | Amor volat undique          | latino                    | L'amore vola ovunque                   | soprano, coro di ragazzi           |
| 16            | Dies, nox et omnia          | latino/provenzale         | Il giorno, la notte, tutto mi è contro | baritono                           |
| 17            | Stetit puella               | latino                    | Si è fermata la fanciulla              | soprano                            |
| 18            | Circa mea pectora           | latino/medio alto tedesco | Dentro il mio petto                    | baritono, cori                     |
| 19            | Si puer cum puellula        | latino                    | Se un ragazzo con una ragazza          | 3 tenori, 1 baritono, 2 bassi      |
| 20            | Veni, veni, venias          | latino                    | Vieni, vieni, vieni                    | doppio coro                        |
| 21            | In trutina                  | latino                    | Nella bilancia della mia mente         | soprano                            |
| 22            | Tempus est iocundum         | latino                    | È questa una stagione felice           | soprano, baritono, coro di ragazzi |
| 23            | Dulcissime                  | latino                    | Dolcissimo ragazzo                     | soprano                            |
| Quinta parte  | Blanziflor et Helena        |                           | Biancofiore e Elena                    |                                    |
| 24            | Ave formosissima            | latino                    | Ave, bellissima                        | coro                               |
| Finale        | Fortuna Imperatrix Mundi    |                           | Fortuna, imperatrice del mondo         |                                    |
| 25            | O Fortuna (ripresa)         | latino                    | O Fortuna                              | coro                               |

L'opera non segue una trama precisa ma parte della struttura della composizione si basa sul concetto del giro della Ruota della fortuna: infatti sulla prima pagina della raccolta dei poemi è rappresentata la ruota con quattro frasi posizionate intorno quest'ultimo.
Il brano O Fortuna apre e chiude il ciclo ed è forse il brano più celebre della composizione: viene sovente proposto in situazioni apocalittiche o potentemente drammatiche.

## L'organico
L'orchestra e il coro sono composti dai seguenti elementi:
- Legni: 3 flauti (anche 2 ottavini), 3 oboi (il 3° anche corno inglese), 2 clarinetti in Sib e La (il 1° e il 2° anche clarinetto basso in Sib), 1 clarinetto piccolo in Mib (anche 3° clarinetto in Bb), 2 fagotti, controfagotto
- Ottoni: 4 corni in Fa, 3 trombe in Sib e Do, 3 tromboni, tuba
- Percussioni: 5 timpani (anche uno piccolo), 2 casse chiare, grancassa, triangolo, 4 piatti (a due e due sospesi) 2 cymbali antichi, tam-tam, raganella, nacchere, sonagli, campane tubolari, 3 campane da chiesa, 3 glockenspiel, xilofono, tamburello
- Tastiere: 2 pianoforti, celesta
- Archi: violini I e II, viole, violoncelli, contrabbassi
- cori misti Soprani I e II, Contralti, Tenori I e II, Bassi divisi in coro grande e coro piccolo
- Coro di voci bianche
- Soli: soprano, tenore e baritono.
- Soli brevi: 2 tenori, baritono, 2 bassi.

Inoltre sono presenti anche dei mimi e dei ballerini.

## Registrazioni più importanti
- Una delle prime registrazioni, sostenuta ed approvata dall'autore stesso, è quella diretta da Eugen Jochum con il coro e l'orchestra della Deutsche Oper Berlin e con i solisti Gundula Janowitz (soprano), Gerhard Stolze (tenore), e Dietrich Fischer-Dieskau (baritono) e i Schöneberger Sängerknaben; fu registrata nell'ottobre 1967 e pubblicata nel 1968 da Deutsche Grammophon.
- Nel 1979 ci fu una registrazione EMI di Riccardo Muti con Philharmonia Orchestra and Chorus e Arleen Auger, John van Kesteren e Jonathan Summers, con il Southend Boys' Choir.
- Un'altra registrazione è quella di Leonard Slatkin con la Saint Louis Symphony Orchestra & Chorus.
- La registrazione di James Levine con la Chicago Symphony Orchestra & Chorus e i cantanti June Anderson, Philip Creech e Bernd Weikl, del 1984 per la Deutsche Grammophon, vinse nel 1987 il Grammy Award per la miglior esecuzione corale.
- Nel giugno del 1988 alla Philharmonie di Berlino, Seiji Ozawa dirige i Berliner Philharmoniker nella registrazione Philips (solisti: Edita Gruberova, John Aler, Thomas Hampson).
- Un'ultima registrazione è quella di Christian Thielemann con Coro e Orchestra della Deutschen Oper Berlin e Knabenchor Berlin, fatta nel 2003 da Deutsche Grammophon.

## Messa in scena
John Butler è stato il primo di numerosi coreografi a mettere in scena l'opera. I suoi Carmina Burana furono presentati in anteprima dalla New York City Opera il 24 settembre 1959, con l'interpretazione di Carmen de Lavallade, Veronika Mlakar, Scott Douglass e Glen Tetley.
Da allora è stato eseguito da numerose compagnie tra cui l'Alvin Ailey American Dance Theater, il Ballet West e il Richmond Ballet, fino a essere considerati un'opera canonica del balletto moderno.
In occasione dell'ottantesimo compleanno di Orff è stata girata una versione cinematografica recitata e coreografata, diretta da Jean-Pierre Ponnelle per l'emittente tedesca ZDF.
Un'interpretazione dei Carmina Burana è stata realizzata sul palco dall'attrice ed ex star della Takarazuka Revue Mao Daichi e contemporaneamente in pista dal due volte campione olimpico di pattinaggio Yuzuru Hanyū all'interno dello spettacolo Notte stellata, un evento dedicato alla memoria del terremoto e maremoto del Tōhoku del 2011.